# MOSA
MOSA（モサ）はソフトウェア開発やプログラミングに携わる個人および企業の支援を目的とした任意団体である。母体団体の性質からMacintosh市場との関係が強い。本部は東京都渋谷区。

## 沿革
母体団体はMacintoshプログラマを支援する任意団体 'Macintosh OS Software Association' である。
2004年10月に特定非営利活動法人の認証を受け、同年12月1日より法人事業を開始した。2007年9月、設立時の会長矢野孝一に代わり、加藤幹也が会長に就任した。また、2007年11月に「ソフトウェア・アーティスト宣言」を行い、これを機に 'MOSA' を 'Multi-OS Software Artists' の略とした。
2018年3月に特定非営利活動法人としての活動を終え、再度任意団体として活動することとなった。

## 会員資格と会員種別
会員資格は、ソフトウェア開発やプログラミングに興味を持っていれば不問とされる。
総会での議決権を持つ会員は正会員のみである。
- 個人／正会員
- 個人／賛助会員
- 法人／正会員
- 法人／賛助会員
- 研究室会員
- 学生会員

このほか、「法人特別賛助会員」としてApple Japan株式会社が名を連ねる。
2008年3月の時点で確認出来る所では、会員専用サービスである 'MOSA de BB' を利用可能な会員数は312名、議決権を持つ正会員数は81名である。
現在、研究室会員及び学生会員は、年間費が無料となっている。

## 活動内容
セミナーやイベント
技術解説を主としたセミナーを開催する。また、他の組織が開催するイベントにもしばしば参加している。
MOSA Software Meeting（MSM、任意団体時代は 'Macintosh Software Meeting'）
年に1回、2日間に渡って開催され、集中的な技術セッションが行われる、技術習得と親睦交流を目的としたミーティング。2006年までは湘南で開催されていたため、通称「湘南ミーティング」と呼ばれていたが、2007年～は都内で開催された。
Worldwide Developers Conference（WWDC）ツアー
米国Apple社が主催する開発者向けイベントWorldwide Developers Conferenceへの割安ツアーを催すほか、事前交流会や報告会などを行う。
DEMOsa
製品やソフトウェアにまつわるアイデアやデザインに関するデモンストレーションを、一人10分間のリレーで行うというイベント。2008年3月16日に第1回を開催。海外のデモンストレーションイベントDEMOやTEDに触発されたとされる。
MOSAメンバーズカフェ
年に数回不定期で催される、会員間の交流や情報交換を目的としたオフラインミーティング。
ビジネスマッチング
企業による開発者（開発社）の募集を会員に紹介する活動。
テクニカルドキュメント要約ライブラリ
技術文書を要約（翻訳）してウェブサイト上に公開する活動。Appleの承認と協力のもと、同社の技術文書が中心に要約されている。
MOSA Developer News（MOSADeN、MOSA伝）
技術解説やコラムなどの連載記事、レポート、ニュースなどを掲載した週刊のメーリングリスト。2002年6月創刊。
MOSAic
開発者向けのニュースに解説を交えて取りまとめた日刊のウェブサイト。
MOSA de BB
会員間で情報交換や交流を行うウェブ上の掲示板（＝Bulletin Board）。
MOSA Exchange
会員間で資料やプログラム、ソースコード等の交換を行うウェブサイト。